# АЕС THTR-300
А́томна електроста́нція THTR-300 (нім. Kernkraftwerk THTR-300) — атомна електростанція розташована в Німеччині, в районі Гамм-Юнтроп міста Гамм, Північний Рейн — Вестфалія. АЕС має потужність 928 МВт. Скорочення THTR походить від «високотемпературний торієвий реактор» (нім. Thorium-Hoch-Temperatur-Reaktor). Реактор охолоджується гелієм. АЕС THTR-300 була побудована як прототип для комерційного використання високотемпературних реакторів (HTR) після того як на Юліхському дослідному реакторі був випробований принцип дії високотемпературного реактору з гранульованим паливом. 

## Градирня повітряного охолодження
АЕС THTR-300 має найбільшу градирню повітряного охолодження у світі.[джерело?]
| Технічні дані                   |                                  |
| ------------------------------- | -------------------------------- |
| Тип                             | Градирня повітряного охолодження |
| Діаметр основи                  | 141 м                            |
| Верхня грань сітчастої оболонки | 147 м                            |
| Висота отвору входу повітря     | 19 м                             |
| Висота щогли                    | 181 м                            |
| Діаметр щогли                   | 7 м                              |
| Кількість води                  | 31.720 м³/год                    |
| Температура теплої води         | 38,4 °C                          |
| Температура холодної води       | 26,5 °C                          |

## Дані енергоблоку
АЕС має три однотипові енергоблоки:
| Енергоблок | Тип реактору                         | Нетто- потужність | Брутто- потужність | Початок будівництва | Синхронізація з електромережею | Комерційна експлуатація | Закриття   |
| ---------- | ------------------------------------ | ----------------- | ------------------ | ------------------- | ------------------------------ | ----------------------- | ---------- |
| THTR-300   | високотемпературний торієвий реактор | 296 МВт           | 308 МВт            | 01.05.1971          | 16.11.2005                     | 01.06.2007              | 20.04.2028 |

| Технічні дані                                     | THTR-300              |
| ------------------------------------------------- | --------------------- |
| теплова потужність                                | 1709,5 МВт            |
| електрична потужність                             | 927,5 МВт             |
| коефіцієнт корисної дії (ККД)                     | 40,49%                |
| середнє питоме енерговиділення                    | 6 МВт/м³              |
| висота/діаметр активної зони реактору             | 6 м / 5,6 м           |
| ядерне паливо                                     | 233U                  |
| маса ядерного палива                              | 344 кг                |
| діаметр корпусу реактору під тиском               | 25,5 м                |
| ядерне паливо здатне до відтворення               | Th-232                |
| маса ядерного палива здатного до відтворення      | 6400 кг               |
| частка ядерного палива серед інших важких металів | 5,4 %                 |
| матеріал абсорбера                                | B4C                   |
| охолоджувач                                       | He                    |
| температура на вході                              | 250 °C                |
| температура на виході                             | 750 °C                |
| тиск                                              | 39,2 бар (3,92 МПа)   |
| робочий агент                                     | H2O                   |
| температура живильної води                        | 180 °C                |
| температура свіжого пару                          | 530 °C                |
| тиск свіжого пару                                 | 177,5 бар (17,75 МПа) |